# Dix Stadium
O Dix Stadium é um estádio localizado em |Kent, Ohio, Estados Unidos, possui capacidade total para 25.319 pessoas, é a casa do time de futebol americano universitário Kent State Golden Flashes football da Universidade Estadual de Kent. O estádio foi inaugurado em 1969.